# Józef Wojciech Dąmbski
Józef Wojciech Dąmbski z Lubrańca herbu Godziemba (ur. w 1713 – zm. 17 stycznia 1778) – kasztelan kowalski.

## Rodzina
Syn Andrzeja (zm. 1734) i Katarzyny Krąkowskiej, córki Wojciecha (1650-1717), kasztelana krzywińskiego. Brat Pawła (zm. 1783), kasztelana brzeskokujawskiego i Kazimierza (1701-1765), wojewody sieradzkiego. Poślubił w 1736 roku Teofilę Podoską (zm. 1756), córkę Jana Tomasza, podkomorzego różańskiego, i Konstancji Tarło, córki kasztelana zawichojskiego. Teofila Podoska była wdową po Władysławie Szembeku i Michale Dorpowskim. Drugą żoną została Barbara Komorowska herbu Korczak, córka Stefana, stolnika bełskiego i synowica prymasa. Z małżeństwa urodziły się córki: Marianna, żona Kazimierza Józefa Prusimskiego (1744-1806), starosty nieszawskiego, i Justyna, późniejsza żona Kaspra Skarbka herbu Awdaniec (1763-1823), syna Jana (1710-1773), kasztelana inowrocławskiego

## Pełnione urzędy
Początkowo chorąży brzeski w latach 1740-1755, następnie kasztelan kowalski w latach 1755-1778. Pełnił obowiązki starosty kłodawskiego.
Członek konfederacji 1773 roku. Na Sejmie Rozbiorowym 1773-1775 wszedł w skład delegacji wyłonionej pod naciskiem dyplomatów trzech państw rozbiorczych, mającej przeprowadzić rozbiór. 18 września 1773 roku podpisał traktaty cesji przez Rzeczpospolitą Obojga Narodów ziem zagarniętych przez Rosję, Prusy i Austrię w I rozbiorze Polski.

## Dobra majątkowe
W swych dobrach majątkowych posiadał: Brzezie, Ustronie, Bełszewo, Wieniec, Polówka, Bierzwienna, Leszcze i Jaranówek.

## Odznaczenia
W 1766 roku został kawalerem Orderu Świętego Stanisława.